# Charles Sacqueleu
Charles François Auguste Joseph Sacqueleu, ook Sacqueleu-Macau, (Doornik, 18 juni 1803 - 26 oktober 1860) was een Belgisch senator.

## Levensloop
Sacqueleu was een zoon van François Sacqueleu en van Florence Tonnelier. François was uitbater van marmergroeven in Basècles en van kalkovens, en was gemeenteraadslid van Doornik. Charles trouwde met Elmire Macau. Hij was een broer van senator François Sacqueleu.
Vanaf 1851 was hij directeur van de Bank Sacqueleu-Macau in Doornik.
In 1857 werd hij liberaal senator voor het arrondissement Doornik en vervulde dit mandaat tot aan zijn dood.